# Тофіно
Тофіно (англ. Tofino) — окружний муніципалітет в Канаді, у провінції Британська Колумбія, у складі регіонального округу Елберні-Клекват.

## Населення
За даними перепису 2016 року, окружний муніципалітет нараховував 1932 особи, показавши зростання на 3,0%, порівняно з 2011-м роком. Середня густина населення становила 183,1 осіб/км².
З офіційних мов обидвома одночасно володіли 220 жителів, тільки англійською — 1 710. Усього 155 осіб вважали рідною мовою не одну з офіційних.
Працездатне населення становило 79,5% усього населення, рівень безробіття — 6,6% (8,5% серед чоловіків та 4,8% серед жінок). 75,9% осіб були найманими працівниками, а 22,8% — самозайнятими.
Середній дохід на особу становив $40 697 (медіана $33 024), при цьому для чоловіків — $44 997, а для жінок $36 479 (медіани — $35 008 та $30 336 відповідно).
24,8% мешканців мали закінчену шкільну освіту, не мали закінченої шкільної освіти — 7,9%, 67,7% мали післяшкільну освіту, з яких 32,2% мали диплом бакалавра, або вищий, 20 осіб мали вчений ступінь.
| Статево-вікова структура населення | Статево-вікова структура населення | Статево-вікова структура населення | Статево-вікова структура населення | Статево-вікова структура населення |
| ---------------------------------- | ---------------------------------- | ---------------------------------- | ---------------------------------- | ---------------------------------- |
|                                    |                                    |                                    |                                    |                                    |
| Всього                             | Всього                             | 51,9%48,1%                         |                                    |                                    |
| 0 — 14 років                       | 0 — 14 років                       |                                    | 13,7%                              | 13,7%                              |
| 15 — 64 років                      | 15 — 64 років                      |                                    | 74,7%                              | 74,7%                              |
| 65 і більше                        | 65 і більше                        |                                    | 11,6%                              | 11,6%                              |
| 85 і більше                        | 85 і більше                        |                                    | 0,8%                               | 0,8%                               |
| Середній вік (років)               | Середній вік (років)               | 38,238,4                           | 38,3                               | 38,3                               |
| Медіана (років)                    | Медіана (років)                    | 36,835,1                           | 35,9                               | 35,9                               |
| — чоловіки — жінки                 |                                    |                                    |                                    |                                    |

| Походження мешканців:     | Походження мешканців:     | Походження мешканців: | Походження мешканців: | Походження мешканців: |
| ------------------------- | ------------------------- | --------------------- | --------------------- | --------------------- |
| Походження                |                           |                       | осіб                  | %                     |
| Корінні американці        | Корінні американці        |                       | 145                   | 8.29%                 |
| Інше північноамериканське | Інше північноамериканське |                       | 440                   | 25.14%                |
| Європейське               | Європейське               |                       | 1 475                 | 84.29%                |
| британське                | британське                |                       | 1 115                 | 63.71%                |
| французьке                | французьке                |                       | 265                   | 15.14%                |
| українське                | українське                |                       | 75                    | 4.29%                 |
| Латинськоамериканське     | Латинськоамериканське     |                       | 15                    | 0.86%                 |
| Карибське                 | Карибське                 |                       | 10                    | 0.57%                 |
| Африканське               | Африканське               |                       | 15                    | 0.86%                 |
| Азійське                  | Азійське                  |                       | 105                   | 6%                    |
| Океанійське               | Океанійське               |                       | 20                    | 1.14%                 |

| Зайнятість населення за галузями (за класифікацією NOC): | Зайнятість населення за галузями (за класифікацією NOC): | Зайнятість населення за галузями (за класифікацією NOC): | Зайнятість населення за галузями (за класифікацією NOC): | Зайнятість населення за галузями (за класифікацією NOC): |
| -------------------------------------------------------- | -------------------------------------------------------- | -------------------------------------------------------- | -------------------------------------------------------- | -------------------------------------------------------- |
|                                                          |                                                          |                                                          |                                                          |                                                          |
| Управління                                               | Управління                                               |                                                          | 18,5%                                                    | 18,5%                                                    |
| Бізнес, фінанси та адміністрування                       | Бізнес, фінанси та адміністрування                       |                                                          | 6,7%                                                     | 6,7%                                                     |
| Природничі та прикладні науки                            | Природничі та прикладні науки                            |                                                          | 6,7%                                                     | 6,7%                                                     |
| Охорона здоров'я                                         | Охорона здоров'я                                         |                                                          | 5,5%                                                     | 5,5%                                                     |
| Освіта, правозахист, муніципальні та урядові служби      | Освіта, правозахист, муніципальні та урядові служби      |                                                          | 5%                                                       | 5%                                                       |
| Мистецтво, культура, відпочинок та спорт                 | Мистецтво, культура, відпочинок та спорт                 |                                                          | 4,2%                                                     | 4,2%                                                     |
| Роздрібна торгівля та послуги                            | Роздрібна торгівля та послуги                            |                                                          | 33,2%                                                    | 33,2%                                                    |
| Гуртова торгівля, транспорт та обладнання                | Гуртова торгівля, транспорт та обладнання                |                                                          | 13,9%                                                    | 13,9%                                                    |
| Природні ресурси, сільське господарство                  | Природні ресурси, сільське господарство                  |                                                          | 5,9%                                                     | 5,9%                                                     |
| Виробництво                                              | Виробництво                                              |                                                          | 0,8%                                                     | 0,8%                                                     |

## Клімат
Громада знаходиться у зоні, котра характеризується морським кліматом. Найтепліший місяць — серпень із середньою температурою 15 °C (59 °F). Найхолодніший місяць — січень, із середньою температурою 3.9 °С (39 °F).
| Клімат Тофіно           | Клімат Тофіно | Клімат Тофіно | Клімат Тофіно | Клімат Тофіно | Клімат Тофіно | Клімат Тофіно | Клімат Тофіно | Клімат Тофіно | Клімат Тофіно | Клімат Тофіно | Клімат Тофіно | Клімат Тофіно | Клімат Тофіно |
| Показник                | Січ.          | Лют.          | Бер.          | Квіт.         | Трав.         | Черв.         | Лип.          | Серп.         | Вер.          | Жовт.         | Лист.         | Груд.         | Рік           |
| Абсолютний максимум, °C | 20,1          | 18,9          | 18,3          | 22,8          | 27,6          | 32,2          | 32,8          | 32,8          | 29,4          | 23,9          | 21,1          | 15,6          | 32,8          |
| Середній максимум, °C   | 7             | 8             | 9             | 12            | 15            | 17            | 18            | 19            | 17            | 14            | 10            | 8             | 12            |
| Середня температура, °C | 4             | 5             | 6             | 8             | 10            | 12            | 14            | 15            | 13            | 10            | 7             | 5             | 9             |
| Середній мінімум, °C    | 2             | 2             | 2             | 4             | 6             | 8             | 10            | 10            | 9             | 7             | 4             | 2             | 5             |
| Абсолютний мінімум, °C  | −15           | −9,2          | −5,5          | −1,7          | −0,2          | 2,2           | 3,9           | 4,4           | −0,6          | −3,5          | −12,7         | −12,2         | −15           |
| Норма опадів, мм        | 346           | 276           | 280           | 197           | 136           | 93            | 71            | 72            | 156           | 303           | 403           | 417           | 2749          |
| Днів з опадами          | 21,7          | 19,3          | 20,7          | 18,4          | 15,1          | 13,8          | 10,3          | 11            | 12,2          | 18,4          | 22,5          | 22,1          | 205,5         |
| Днів з дощем            | 20,7          | 18,9          | 20,4          | 18,4          | 15,1          | 13,8          | 10,3          | 11            | 12,2          | 18,4          | 22,1          | 21,3          | 202,7         |
| Днів зі снігом          | 2,3           | 1,9           | 1,7           | 0,5           | 0             | 0             | 0             | 0             | 0             | 0             | 0,9           | 2,5           | 9,8           |
| ----------------------- | ------------- | ------------- | ------------- | ------------- | ------------- | ------------- | ------------- | ------------- | ------------- | ------------- | ------------- | ------------- | ------------- |
| Джерело: Weatherbase    |               |               |               |               |               |               |               |               |               |               |               |               |               |